# Derek Malas
Derek Malas (ur. 10 grudnia 1983) – vanuacki piłkarz grający na pozycji pomocnika. Od 2010 roku jest zawodnikiem klubu Amicale FC.

## Kariera klubowa
Karierę piłkarską Malas rozpoczął klubie Tupuji Imere FC. W jego barwach zadebiutował w pierwszej lidze vanuackiej. W 2008 roku odszedł do zespołu Erakor Golden Star, gdzie występował do 2010 roku. Następnie został zawodnikiem Amicale FC. W 2011 roku wywalczył z nim mistrzostwo Vanuatu.

## Kariera reprezentacyjna
W reprezentacji Vanuatu Malas zadebiutował w 2007 roku. W 2008 roku zagrał w Pucharze Narodów Oceanii 2008. W 2012 roku wystąpił z Vanuatu w Pucharze Narodów Oceanii 2012, na którym strzelił 1 gola.